# Phoenix Chinese News and Entertainment Channel
Phoenix Chinese News and Entertainment (CNE) Channel  ist einer von fünf Fernsehsendern, der von Phoenix Television betrieben wird. Er nahm seinen Sendebetrieb im August 1999 auf, um in Europa lebenden Chinesen einen Sender zu bieten. Der in London ansässige Sender ist frei empfangbar und überträgt via Eurobird-1-Satellit. Selbst produzierte Programme sind unter anderem „Europe Today“ und „Chinese in Europe Express“. Die Übertragung erfolgt in Chinesischer Sprache.

## Ableger
- Phoenix Television
- Phoenix North America Chinese Channel
- Phoenix InfoNews Channel
- Phoenix Movies Channel
- Phoenix Hong Kong Channel